# Jeneva Stevens
Jeneva Stevens (née McCall le 28 octobre 1989) est une athlète américaine, spécialiste du lancer du marteau et du lancer du poids. 

## Biographie
En 2013, elle remporte la médaille d'or des Universiades d'été de Kazan en Russie, avec un lancer à 73,75 m. Lors de cette compétition, elle termine huitième de l'épreuve du lancer du poids. Elle participe aux championnats du monde 2013 de Moscou et se classe neuvième du concours du lancer du marteau avec 72,75 m.

## Palmarès
| Date | Compétition                    | Lieu       | Résultat | Épreuve | Marque  |
| ---- | ------------------------------ | ---------- | -------- | ------- | ------- |
| 2013 | Universiade                    | Kazan      | 1re      | Marteau | 73,75 m |
| 2013 | Universiade                    | Kazan      | 8e       | Poids   | 17,04 m |
| 2013 | Championnats du monde          | Moscou     | 7e       | Marteau | 72,65 m |
| 2014 | Championnats du monde en salle | Sopot      | 7e       | Poids   | 18,05 m |
| 2018 | Championnats du monde en salle | Birmingham | 8e       | Poids   | 18,18 m |

## Records
| Épreuve           | Épreuve           | Performance | Lieu              | Date            |
| ----------------- | ----------------- | ----------- | ----------------- | --------------- |
| Lancer du poids   | Plein air         | 18,47 m     | Lisle             | 8 juin 2013     |
| Lancer du poids   | Salle             | 19,10 m     | Carbondale        | 8 décembre 2012 |
| Lancer du marteau | Lancer du marteau | 74,77 m     | Dubnica nad Váhom | 21 août 2013    |